# 旧本庄警察署
旧本庄警察署（きゅうほんじょうけいさつしょ）は、埼玉県本庄市中央1-2-3にある建築物（擬洋風建築）。埼玉県指定文化財。
1980年（昭和55年）から2020年（令和2年）2月29日には内部が本庄市立歴史民俗資料館（ほんじょうしりつれきしみんぞくしりょうかん）として使用されていた。

## 歴史
1883年（明治16年）に本庄警察署として建てられた建物である。棟札によると棟梁は角田富蔵であり、1883年（明治16年）4月25日に上棟された。本庄消防団本部、簡易裁判所、区検察庁、本庄公民館、本庄市立図書館だった時期もある。
1972年（昭和47年）3月に埼玉県指定文化財に指定された。1979年（昭和54年）から1980年（昭和55年）にかけて、一度解体されたうえで復元され、1980年（昭和55年）11月に本庄市立歴史民俗資料館が開館した。敷地内には本庄市指定文化財の田村本陣の門もある。
本庄市が本庄早稲田の杜ミュージアムを開館させるため、本庄市立歴史民俗資料館は2020年（令和2年）2月29日をもって閉館した。

## 建築
2階ベランダには彫刻が施された円柱がある。窓は1階・2階ともに分銅付の上下開閉式である。室内の天井には円形の漆喰レリーフが施されている。

## 展示
- 1階
  - 縄文時代から弥生時代の土器
  - 古墳時代の埴輪
- 2階
  - 近世から近代の資料

## 利用案内
- 開館時間：午前9時～午後4時30分
- 休館日：月曜
- アクセス : JR高崎線本庄駅から徒歩15分